# Leptolalax heteropus
Leptolalax heteropus är en groddjursart som först beskrevs av George Albert Boulenger 1900.  Leptolalax heteropus ingår i släktet Leptolalax och familjen Megophryidae. IUCN kategoriserar arten globalt som livskraftig. Inga underarter finns listade i Catalogue of Life.